# Dave Mattacks

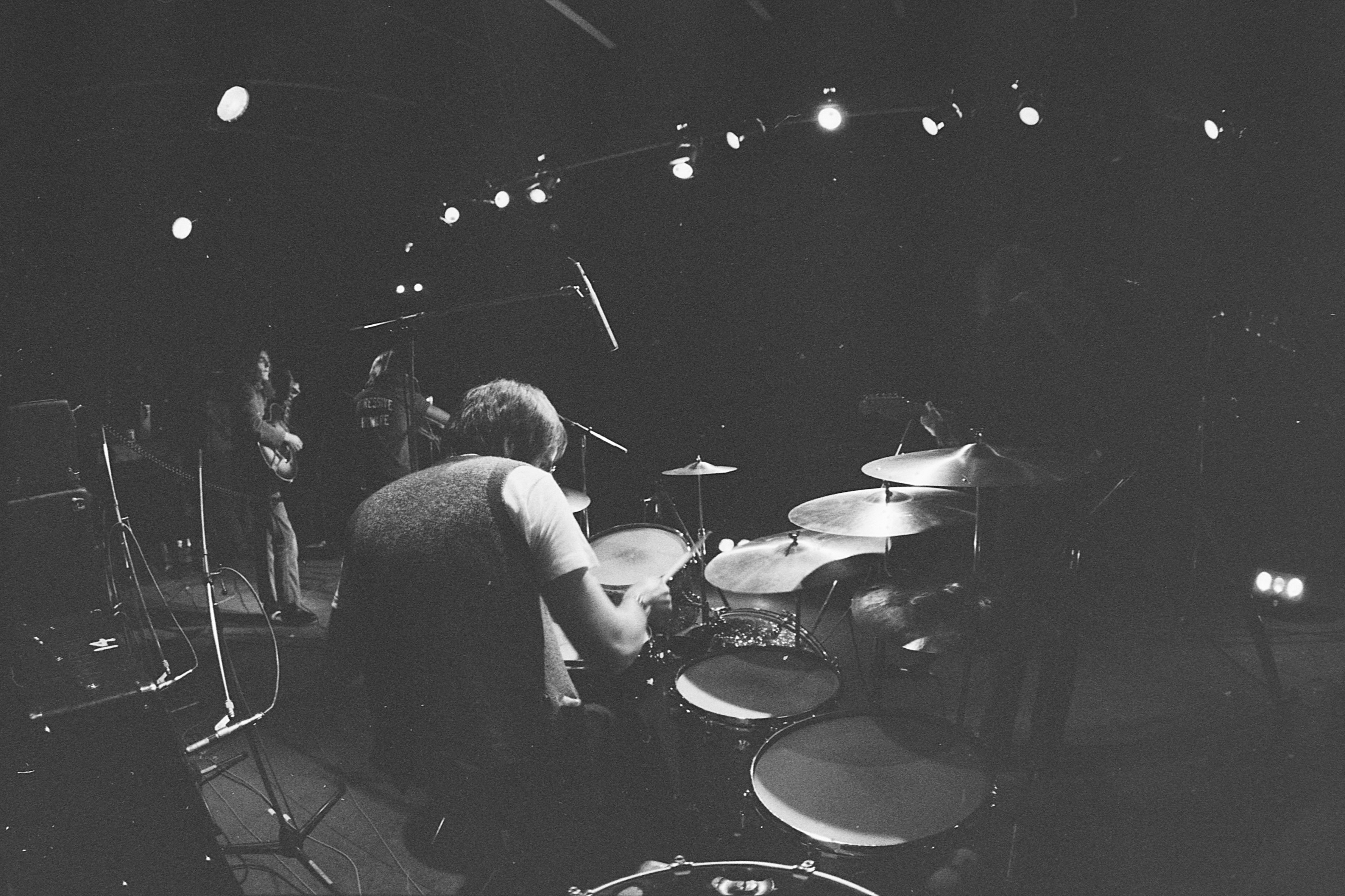
Dave Mattacks (Kralingen 1970)

David James "Dave" Mattacks (Edgware, Middlesex; 13 de marzo de 1948) es un baterista de rock y folk inglés, más conocido por su trabajo con Fairport Convention, también trabajó como músico de sesión. 
Fue baterista de Camel en el año 1982, y de Jethro Tull entre los años 1991 y 1992. Ha trabajado con numerosos artistas, entre ellos Nick Drake, Everything But The Girl, Richard Thompson, Elton John, XTC, The Dream Academy, Elkie Brooks, Jimmy Page y Phil Manzanera.
Desde 1998 reside en Marblehead, Massachusetts (Estados Unidos). Integra la banda Super Genius.